# WTA Austrian Open 2004 - Doppio
Il doppio del torneo di tennis WTA Austrian Open 2004, facente parte del WTA Tour 2004, ha avuto come vincitrici Martina Navrátilová e Lisa Raymond che hanno battuto in finale Cara Black e Rennae Stubbs con il punteggio di 6–2, 7–5.

## Teste di serie
1. Martina Navrátilová /  Lisa Raymond (campionesse)
2. Cara Black /  Rennae Stubbs (finale)

1. Li Ting /  Sun Tiantian (semifinali)
2. Alicia Molik /  Magüi Serna (primo turno)

## Tabellone

### Legenda
| - Q = Qualificato - WC = Wild card - LL = Lucky loser | - ALT = Alternate - SE = Special Exempt - PR = Protected Ranking | - w/o = Walkover - r = Ritirato - d = Squalificato |